# UTC+9:30
UTC+9:30 е часово отместване използвано:

## Като стандартно време през цялата година
- Австралия
  - Северна територия

## Като стандартно време през зимния сезон
- Австралия
  - Южна Австралия
  - Нов Южен Уелс – само град Броукън Хил